# Артемьев, Николай Андреевич
Никола́й Андре́евич Арте́мьев (1874—1948) — учёный-электротехник, профессор Киевского политехнического института и Тимирязевской сельскохозяйственной академии.

## Биография
Электротехническое образование получил в Технической высшей школе (Берлин). Был приглашён в Киевский политехнический институт по рекомендации известного российского ученого Жуковского. Занимал кафедру электротехники (1901—1911). Читал общий и специальный курсы электротехники. Выезжал со студентами института, которые специализировались по электротехнике, для ознакомления с электрическими установками в Берлине, Дрездене, Нюрнберге, Цюрихе, Бурхдорфе и других городах Германии и Швейцарии. Создал первую в Киевском политехническом институте электротехническую лабораторию и стал ее заведующим (1902). Автор учебника по электротехнике (1909). Разработчик нового способа защиты человека от высокого напряжения, о чём доложил в Берлине на заседании Союза немецких электротехников. Разработчик проектов киевской центральной электростанции и киевской городской электросети.
Ушёл в отставку из Киевского политехнического института в знак протеста против увольнения деканов трёх отделений института (1911).
Главный инженер Харьковского городского управления (1911—1914). Руководитель объединения электрических станций в Петрограде (1915—1918). Профессор Тимирязевской сельскохозяйственной академии (1917—1948).
Участник разработки плана ГОЭЛРО, в котором совместно с М. Г. Евреиновым являлся разработчиком учебных пособий по применению электроэнергии в сельском хозяйстве. Под руководством Артемьева были созданы прототипы современных камер искусственного климата «люменостаты», в которых проводились первые опыты по изучению влияния на рост растений света, тепла, состава и влажности воздуха и почвы, в заданных дозировках, а также получения урожая при искусственном освещении.